# Anke Helfrich

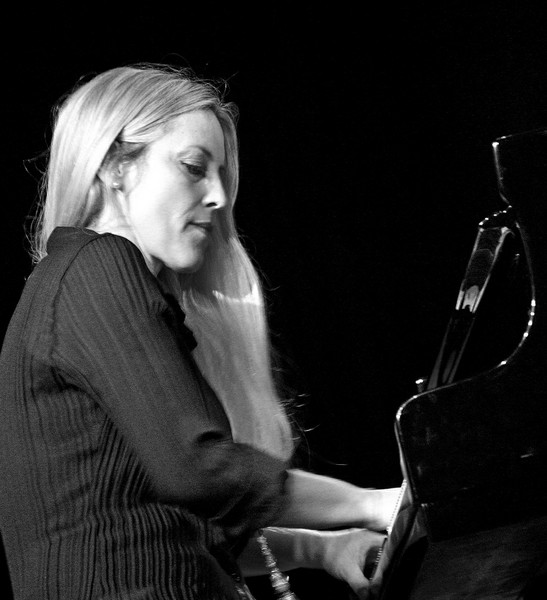
Anke Helfrich (Jazzfestival St. Ingbert 2007)

Anke Helfrich (Horb am Neckar, 11 november 1966) is een Duitse pianiste en componiste in de jazz.

## Loopbaan
Helfrich groeide op in Windhoek (Namibië) en Weinheim, waar ze ook pianoles kreeg. Ze won een prijs op "Jugend jazzt“ (1987), studeerde in Freiburg en, vanaf 1989, aan het toenmalige conservatorium in Hilversum (bij Henk Elkerbout en Rob Madna). Dankzij haar goede studieresultaten kreeg ze een beurs, waardoor ze privélessen kon nemen bij Kenny Barron en Larry Goldings, in New York. Na haar terugkeer vormde ze in 1996 een trio met Johannes Weidenmüller en Jochen Rückert. In 2000 verscheen haar eerste CD, "You'll See", met als gastsolist Mark Turner. Sinds 2002 speelden Martin Gjakonovski en Dejan Terzic in haar trio, waarmee ze internationaal toerde en veel op festivals speelde. Met Roy Hargrove nam het Anke Helfrich-trio de CD Better Times Ahead op. In 2009 verscheen "Stormproof " (met Henning Sieverts, Dejan Terzic en Nils Wogram) op Enja Records.
Van 1999 tot 2004 speelde ze tevens in het kwartet van Jürgen Seefelder. Ze trad verder op met Benny Bailey, Carolyn Breuer, Keith Copeland, Özay, Johnny Griffin, Thomas Heidepriem, Jimmy Woode,  Tony Lakatos, Manu Katché, Christian von Kaphengst, Stacy Rowles, het Diva Jazz Orchestra en Johannes Weidenmüller.
Ze toerde in Spanje, Italië, Frankrijk, Polen, Turkije, Bulgarije, Litouwen, Nederland, Zwitserland, Denemarken, Zweden, Luxemburg, USA, China, Maleisië en Afrika.
Helfrich is sinds 1999 docente aan de Hochschule für Musik und Darstellende Kunst Mannheim en sinds 2011 aan Dr. Hoch’s Konservatorium in Frankfurt am Main.

## Prijzen en onderscheidingen
Helfrich won in 1996 met haar trio de "European Jazz Competition“ en in 1998 de eerste prijs van de "Hennesy Jazz Search“. Haar plaat "You’ll See“ werd in 2000 genomineerd voor de kwartaalprijs van de Preis der Deutschen Schallplattenkritik. In 2000 kreeg ze de "Muddy’s Award“. In 2003 ontving ze de Jazzpreis der Stadt Worms. In 2006 werd ook haar CD Better Times Ahead genomineerd voor de kwartaalsprijs van de Preis der Deutschen Schallplattenkritik. In 2017 werd de Hessischer Jazzpreis aan haar toegekend.

## Discografie (selectie)
- Christian Eckert Quartett Musing, 1995
- Jens Bunge With All My Heart, 1996
- You’ll see (Anke Helfrich Trio feat. Mark Turner), 2000
- Witchcraft Live (Witchcraft feat. Stacy Rowles & Carolyn Breuer), 2004
- Barbara Jungfer Berlin Spirits, 2004
- Better Times Ahead (Anke Helfrich Trio feat. Roy Hargrove), 2006
- Stormproof (Anke Helfrich Trio feat. Nils Wogram), ENJA Records 2009
- Dedication (Anke Helfrich Trio ft. Tim Hagens), 2015

## Referentie
- Martin Kunzler Jazz-Enzyklopädie. Bd. 1 Reinbek 2002. ISBN 3-499-16512-0